# Blue Revolution (曲)
「Blue Revolution」（ブルー・レボリューション）は、浜田麻里の1枚目のシングル。ビクター音楽産業／Invitationから1985年10月21日に発売された。

## 制作
1983年4月21日に、コピーライターの糸井重里が発案によるキャッチコピー『麻里ちゃんはヘビーメタル』で、ヘヴィメタルバンド・LOUDNESSのメンバーである樋口宗孝がサウンドプロデュースを手がけたアルバム『Lunatic Doll〜暗殺警告』でメジャー・デビューから、3年目で初となるシングルとして発表され、アルバム『Blue Revolution』の先行シングルとして発表された。
経緯として、スタッフから「そろそろ名刺代わりになるようなシングルを出していきたい」と提案したことで制作が開始された。浜田は、当時アルバムでいくというのが一つの戦略ではあったと思うとしたうえで「『3枚目のアルバムぐらいからシングルも！』っていう要望はビクターからもあったと思いますし、実際にそれまでもトライはしてた」という。実際、著名な作曲家やアレンジャーに1回シングル曲を制作してもらったものの、浜田が無理やりボツにしたという。だが、スタッフから「そのまま何とかいけないか」と説得されたが、浜田は身内で楽曲を制作したいという理由で「申し訳ないけどやめさせてください」と断ったという。

## チャート成績、記録
オリコンチャートでは最高42位だったものの、ベスト・アルバム『Light For The Ages -35th Anniversary Best〜Fan's Selection-』（2018年）の編纂する際に行われた人気投票では1位を獲得した。
浜田のライヴでは定番の楽曲で、「ライヴで盛り上がるから好きっていうのはあるんでしょうね」したうえで、「松澤さんや河野くんがすごく貢献してくれて。かなり助けてもらいました」と両者に感謝の意を表している。

## 収録曲
| 全作詞: 浜田麻里、全編曲: H.M. PROJECT。 |                     |           |                              |      |
| #                                        | タイトル            | 作詞      | 作曲                         | 時間 |
| 1.                                       | 「Blue Revolution」 | 浜田麻里  | 松沢浩明 河野陽吾 [ 注釈 1 ] | 5:01 |
| 2.                                       | 「Heartless Woman」 | 浜田麻里  | 佐藤克也 浜田麻里            | 4:37 |
| 合計時間:                                | 合計時間:           | 合計時間: | 9:38                         |      |